# Cypraea tigris
Cypraea tigris is een slakkensoort uit de famile Cypraeidae. De wetenschappelijke naam werd gepubliceerd in 1758 door Carl Linnaeus in de tiende editie van Systema naturae. De Nederlandse naam is tijgerkauri.